# Брит Робертсон
Британи Лијана Робертсон (енгл. Brittany Leanna Robertson; Шарлот, 18. април 1990) америчка је глумица. Позната је по улогама у филмовима: Први пут (2012), Земља будућности (2015), Простор између нас (2017), Смисао живота једног пса (2017) и Још увек верујем (2020).
Глумила је Марни Купер у уводној сцени филма Врисак 4 (2011). Робертсонова је такође позната по улогама у телевизијским серијама као што су: Неочекивани живот (2010—2011), Тајни круг (2011—2012), Под куполом (2013—2014), Шефица (2017) и За народ (2018—2019).

## Детињство и младост
Робертсонова је рођена у Шарлоту. Ћерка је Беверли (девојачко Хејз) и Рајана Робертсона, власника ресторана. Одрасла је у Гринвилу. Најстарија је од седморо деце; њени мајка и отац имају троје деце (две девојчице и дечака), а њен отац са њеном маћехом има такође троје деце (девојчицу и два дечака).
Када је имала 14 година преселила се из Северне Каролине у Лос Анђелес због аудиција за ТВ пилоте. Са њом је дошла и њена баба Шулер Робертсон. Изјавила је да су штрикале током пауза на снимању. Живела је сама откако се њена баба вратила у Северну Каролину када је Робертсонова имала шеснаест година. У блиским су односима.

## Филмографија

### Филм
| Година | Српски назив             | Изворни назив | Улога         | Напомене |
| ------ | ------------------------ | ------------- | ------------- | -------- |
| 2007.  | Девојка мог брата        |               | Кара Бернс    |          |
| 2011.  | Врисак 4                 |               | Марни Купер   |          |
| 2012.  | Први пут                 |               | Обри Милер    |          |
| 2013.  | Достављач                |               | Кристен       |          |
| 2015.  | Најдужа вожња            |               | Софија Данко  |          |
| 2015.  | Земља будућности         |               | Кејси Њутон   |          |
| 2016.  | Она ми је све            |               | Кристин       |          |
| 2017.  | Смисао живота једног пса |               | млада Хана    |          |
| 2017.  | Простор између нас       |               | Тулса         |          |
| 2020.  | Још увек верујем         |               | Мелиса Хенинг |          |

### Телевизија
| Година     | Српски назив                             | Изворни назив | Улога            | Напомене                        |
| ---------- | ---------------------------------------- | ------------- | ---------------- | ------------------------------- |
| 2001.      | Моћни ренџери: Временска сила            |               | Тами             | епизода: „Јединствено путовање” |
| 2007.      | Место злочина: Лас Вегас                 |               | Ејми Макалино    | епизода: „Иди дођавола”         |
| 2008.      | Ред и закон: Одељење за специјалне жртве |               | Тина Бернарди    | епизода: „Новорођенчад”         |
| 2009.      | Ред и закон: Злочиначке намере           |               | Кети Девилдис    | епизода: „Породичне врадности”  |
| 2010.      | Школа Авалон                             |               | Али Пенингтон    | телевизијски филм               |
| 2010—2011. | Неочекивани живот                        |               | Лакс Касиди      | главна улога                    |
| 2011—2012. | Тајни круг                               |               | Кеси Блејк       | главна улога                    |
| 2013—2014. | Под куполом                              |               | Анџи Макалистер  | споредна улога (2. сезона)      |
| 2017.      | Шефица                                   |               | Софија Марлоу    | главна улога                    |
| 2018.      | Златокоса и разбојник: Серија            |               | Векс (глас)      | споредна улога; 3 епизоде       |
| 2018—2019. | За народ                                 |               | Сандра Бел       | главна улога                    |
| 2021.      | Широко небо                              |               | Шајен Клајнсасер | споредна улога                  |